# Sibouli Ravine (St. Andrew)
Sibouli Ravine (dt. Sibouli-Sturzbach/Schlucht) ist ein Bach an der Nordspitze von Dominica. Er entspringt im Gebiet des Grand Fond im Parish Saint Andrew und stürzt an der steilen Nordküste nach wenigen hundert Metern ins Karibische Meer.
Er entspringt aus demselben Einzugsgebiet wie der weiter östlich mündende Desgras Balata River.